# Lynet
Lynet (dänisch für Blitz) in Fårup Sommerland (Saltum, Dänemark) ist eine Stahlachterbahn vom Modell Launch Coaster 540 des Herstellers Gerstlauer Amusement Rides, die am 5. Juni 2008 eröffnet wurde.
Im selben Park befand sich von 2003 bis 2008 eine Familienachterbahn mit dem Namen Mini-Lynet. Ursprünglich unter Lynet eröffnet, wurde sie 2008 in Mini-Lynet umbenannt. Zur Eröffnung im Jahr 2008 war Lynet der schnellste Launched Coaster Dänemarks.

## Beschreibung
Die 540 m lange Bahn, von deren Modell Lynet bisher die einzige weltweit ist, erreicht eine Höhe von 20 m. Mittels Linearmotoren (LSM) werden die Wagen innerhalb von 2 Sekunden von 0 auf 80 km/h beschleunigt. Die Strecke verfügt über einen Outside-Top-Hat, einen Airtime-Hügel, eine 360°-Helix, sowie zwei Inversionen: eine Zero-g-Roll und einen Korkenzieher.

## Wagen
Lynet besitzt vier Wagen. In jedem Wagen können sechs Personen (drei Reihen à zwei Personen) Platz nehmen. Als Rückhaltesystem kommen Schulterbügel zum Einsatz.

## Auszeichnungen
Der Hersteller Gerstlauer und der Betreiber Fårup Sommerland wurden 2009 mit dem Neuheitenpreis „FKF-Award 2008“ des Freundeskreis Kirmes und Freizeitparks e. V. für die Achterbahn ausgezeichnet.

## Belege
1. ↑  Mini-Lynet - Fårup Sommerland (Blokhus, Nordjylland, Denmark)
2. ↑  Rekordhalter in Dänemark - Geschwindigkeit
3. ↑  Liste der Auslieferungen vom Modell Launch Coaster 540
4. ↑  Bisherige Preisträger | FKF-Award

Koordinaten: 57° 16′ 9″ N, 9° 39′ 0,7″ O